# Kineski dud
Kineski dud (kineska murva, lat. Maclura tricuspidata; sin. Cudrania tricuspidata) biljka je iz porodice Moraceae. U istočnoj se Aziji uzgaja kao voće, te se smatra i za ljekovitu biljku.

## Opis
Naraste do 7 metara visine. Stabla su obično dvodomna no postoje i samooplodne sorte. Plodovi su crveno narančaste ili crveno smeđe boje.

## Raširenost
Raste u kineskim pokrajinama Anhui, Fujian, jugoistočni Gansu, Guangdong, Guangxi, Guizhou, Hebei, Henan, Hubei, Hunan, Jiangsu, Jiangxi, Shaanxi, Shandong, južni Shanxi, Sichuan, Yunnan, Zhejiang, te u Nepalu i Koreji. U Kini raste na visinama od 500 do 2200 m.

## Uporaba
Koristi se kao voće te za ishranu dudovog svilca.
U Europu je unešena oko 1862.Sadnice se od 2015. godine mogu nabaviti i kod nas.

## Sastav plodova
Nutritivna vrijednost (u 140g ploda):
- Kalorija 60.2
- Vitamin A 35.0 UI
- Vitamnic C 51.0 mg
- Vitamin E 1.2 mg
- Vitamin K 10.9 mcg
- Riboflavin 0.1 mg
- Niacin 0.9 mg
- Folna kiselina 8.4 mcgc
- Kolin 17.2 mg
- Kalcij 54.6 mg
- Željezo 2.6 g
- Magnezij 25.2 g
- Fosfor 53.2 g
- Kalij 272 mg
- Natrij 14.0 mg
- Cink 0.2 mg
- Selenij 0.8 mcg
- Ugljikohidrati 13.7 g
- Masti 0.5 g
- Omega-3 masne kiseline 1.4 mg
- Omega-6 masne kiseline 288 mg
- Proteina 2.0 g
- Voda 123 g

## Sinonimi
- Cudrania tricuspidata (Carrière) Bureau ex Lavallée
- Cudrania triloba Hance
- Morus integrifolia H.Lév. & Vaniot
- Vanieria tricuspidata (Carrière) Hu
- Vanieria triloba (Hance) Satake

## Vanjske poveznice
- California Rare Fruit Growers (with fruit photo)  Arhivirana inačica izvorne stranice od 6. kolovoza 2020. (Wayback Machine)
- Nanjing University Plant Resources Network (in Chinese, with photo)  Arhivirana inačica izvorne stranice od 8. lipnja 2007. (Wayback Machine)
- PFAF database Cudrania tricuspidata  Arhivirana inačica izvorne stranice od 9. listopada 2016. (Wayback Machine)

|  | Zajednički poslužitelj ima još gradiva o temi Maclura tricuspidata |
|  | Wikivrste imaju podatke o taksonu Maclura tricuspidata             |